# Bitva u Wogastisburgu
Bitva u Wogastisburgu proběhla v roce 631 nebo 632 mezi slovanskými kmeny Sámovy říše a franskými vojsky krále Dagoberta I. u slovanského hradiště jménem Wogastisburg. V této bitvě dosáhlo slovanské vojsko významného vítězství.

## Příčiny tažení
Dle kroniky Historia Francorum, jediného věrohodného písemného zdroje, byli v devátém roce vlády krále Dagoberta I. (631/632) kdesi na území Sámovy říše přepadeni franští kupci. Následně na Sámův dvůr přišel králův vyslanec Sicharius s požadavkem na spravedlivou náhradu za kupce, které Sámovi lidé povraždili, a za majetek, kterého se protizákonně zmocnili. Sámo odmítl škodu nahradit a chtěl ustanovit soudy pro spory mezi oběma stranami. Poté propukla hádka a následně byl Sicharius vykázán. Následkem této diplomatické roztržky začalo franské válečné tažení.

## Franské tažení
Frankové vpadli do Sámovy říše zřejmě ve třech proudech (vojsko rozdělené na více částí se lépe uživilo drancováním, a zároveň vyplenilo větší území). Na předem domluveném místě na území nepřítele se pak části vojska spojily. Jižní a severní křídlo Dagobertovy armády, kterou tvořila vojska franských Alamanů a Langobardů, dosáhla vítězství, a odvedla velký počet zajatců.
Austrasijci ve středním a hlavním proudu Dagobertovy armády oblehli pevnost Wogastisburg, kde zůstal veliký počet slovanských Vinidů (mylné pojmenování pro slovanské kmeny). Po třech dnech došlo k bitvě, v níž byl pobit velký počet obléhatelů. Zbytek Dagobertových vojsk se dal na útěk, přičemž ponechal na místě výzbroj a výstroj.
Části franského vojska
- Austrasijci (Frankové z Austrasie), vedeni pravděpodobně samotným Dagobertem I.
- Alamani, vedeni vévodou Chrodobertem
- Langobardi, vedeni Arioaldem[2]

## Wogastisburg
Přesná lokalizace hradiště je dnes zřejmě nemožná. Z Fredegarovy kroniky se dozvídáme pouze jeho jméno, funkci (castrum – trvale opevněné místo) a umístění kdesi ve směru postupu austrasijského vojska.
V poslední době čeští historikové a archeologové upozorňují na lokalitu vrchu Rubín u Podbořan v severozápadních Čechách. Jejich tvrzení je podpořeno archeologickými nálezy (ostruhy, šipky a další) slovansko-avarského typu ze 7. století.
Další indicie je směr protiútoku Slovanů do Durynska. Letopisec píše, že „po třídenním neúspěšném boji byli četnější z vojska Dagobertova mečem pobiti a potom úprkem se vracejí do svých sídel. Potom vpadnou Venedi do Durynska a ostatních krajů království Franků pustošit“. Na základě těchto indicií se pokoušel lokalizovat Wogastisburg autor literatury faktu Miroslav Ivanov. Vycházel z toho, že Wogastisburg byla pohraniční pevnost. Tu hledal někde u česko-německých hranic poblíž Durynska na českém území (Úhošť u Kadaně) i na německém území, kde tehdy žili Slované, přesněji slovanští Srbové.
Slovenský historik Matúš Kučera ji lokalizoval na základě historické analýzy geografické, vojenské, archeologické i jazykového původu na území Bratislavské brány lokalizovatelné v prostorech obou břehů Dunaje až po děvínský pevnostní uzel, původem slova burgus označujícím pevnost mezi barbarským a římským světem, kde měl sídlo významný slovanský kníže Braslav nebo Předslav a zvali jej sídlem Braslavovým, tedy braslau burgus, kde hostí kupce, z germánskeho jazyka wo gastis burgus. V roce 2012 slovenský historik Ján Steinhübel Wogastisburg umístil v poloze bývalého římského tábora na soutoku Dunaje a Enže při rakouském městě Enns.

## Výsledky bitvy
Po porážce franských vojsk Slované opakovaně útočili na Durynsko. Sámova říše se rozrostla (připojil se k ní např. lužickosrbský vévoda Dervan) a stala se významným regionálním uskupením.[zdroj?]

## Pokusy o lokalizaci Wogastisburgu

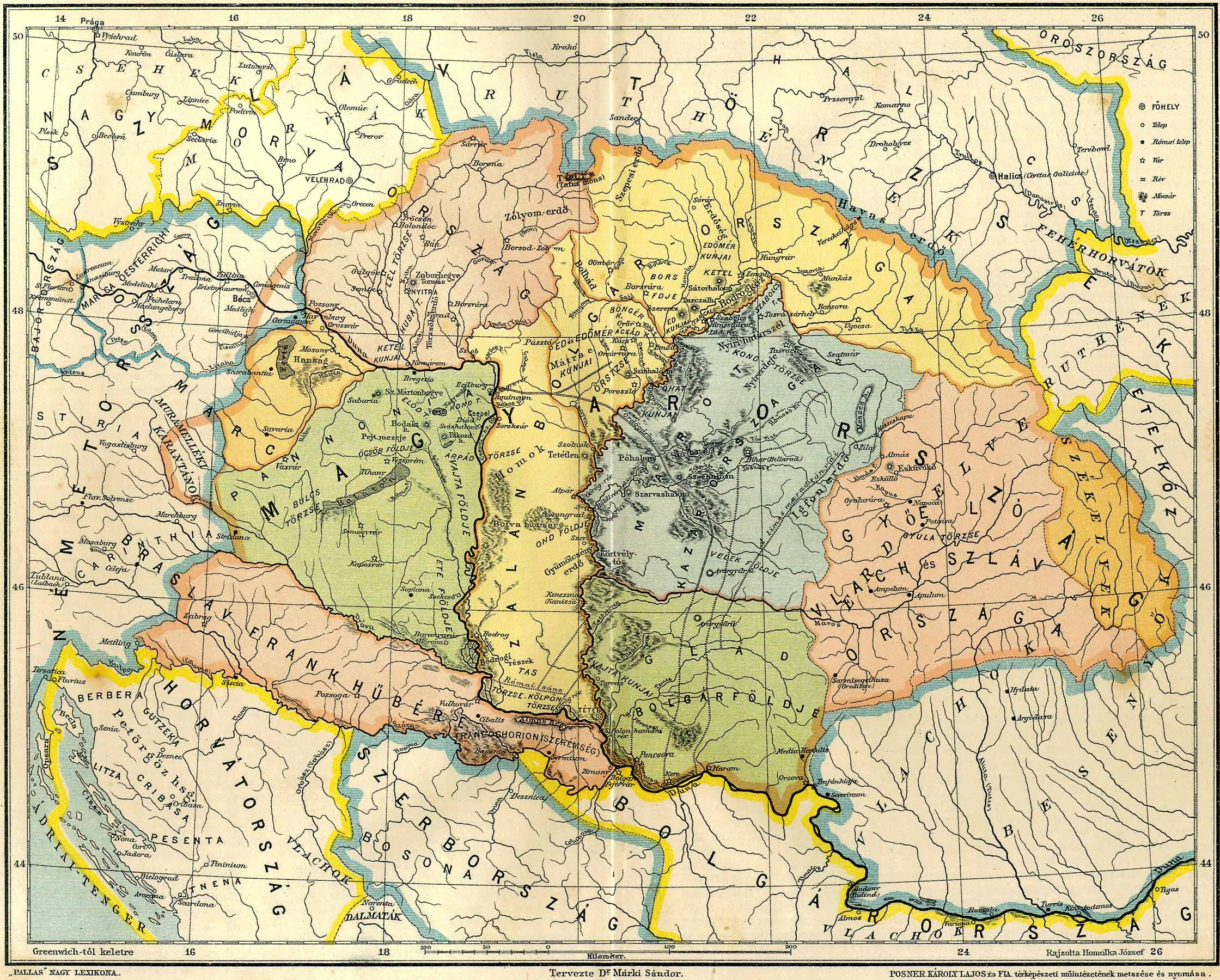
Mapa maďarského historika Sándora Márkiho, na níž je Vogastisburg umístěn jako štýrský Voitsberg

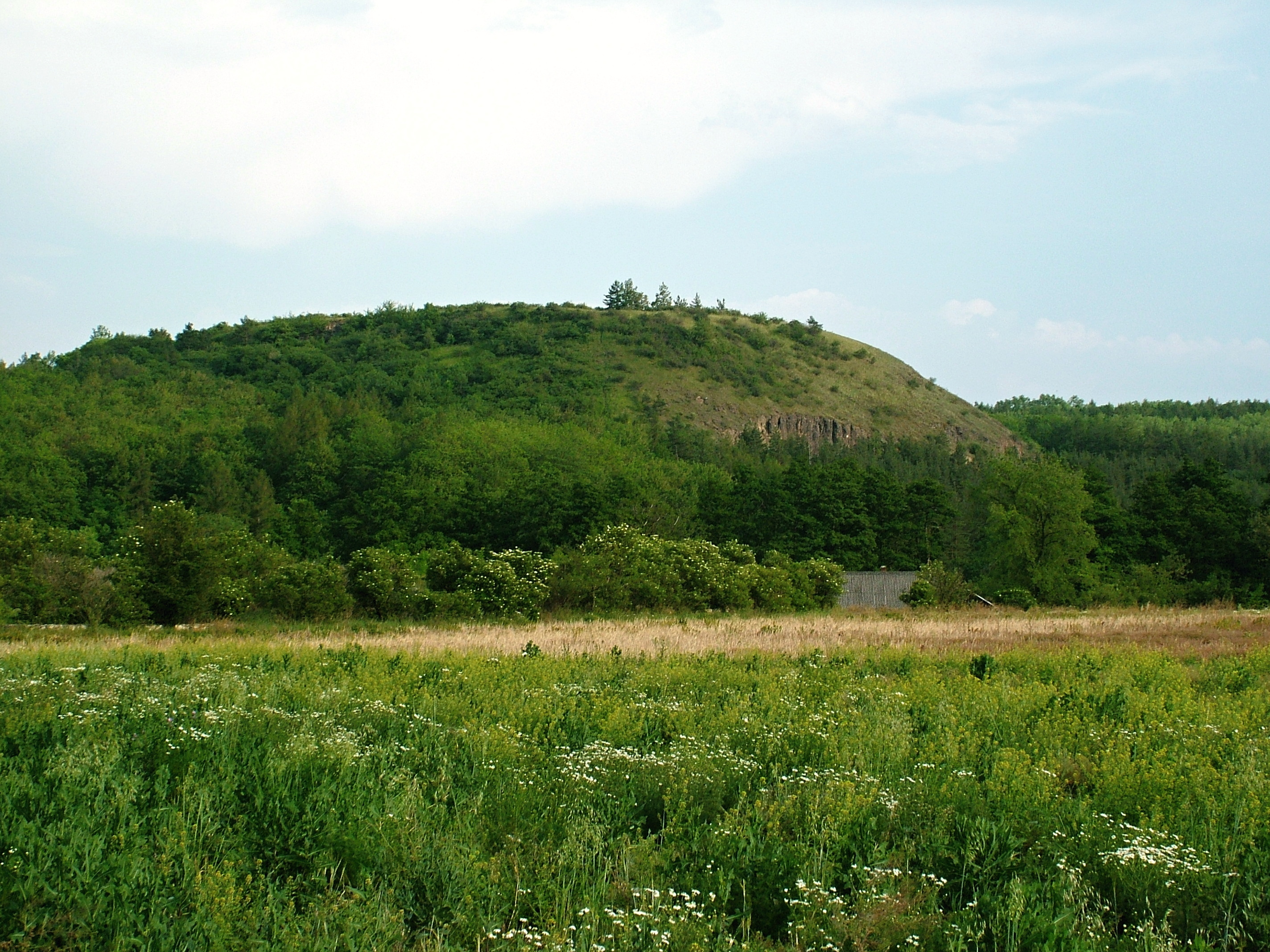
Vrch Rubín u Podbořan

- 1551 – Voitsberg u Štýrského Hradce (Wolfgang Laz, 1729 Johann Georg von Eckhart, 1745 Johann Christoph Jordan, 1814 Josef Dobrovský, 1830 Jernej Kopitar (žák Dobrovského), 1847 Adolf Emanuel Pernold)
- 1763 – někde na území severních Srbů u tzv. limes sorabicus na linii Mohan–Rednitz–Nába (Gelasius Dobner)
- 1771 – Wolgast (Volehošť) v Pomořanech (Albert Georg Schwartz)
- 1772 – Voigtsberg ve Fojtsku (Johann Erich Thunmann, 1774 František Martin Pelcl, 1890 Ludwig Oelsner)
- 1794 – Fohnsdorf ve Štýrsku (Carl Ernst Bohn)
- 1829 – Reicheneck u Hersbrucku v Bavorsku (Konrad Mannert)
- 1830 – Tuhošť (František Palacký, 1843 Václav Vladivoj Tomek, 1899 Adolf Bachmann)
- 1836 – Vohburg an der Donau (Bohošť) (František Palacký), 1846 Franz Xaver Pritz
- 1837 – hypotetický Woigast někde na Ohři; poprvé hledáno v Čechách (Kaspar Zeuss, 1884 Bruno Krusch)
- 1837 – někde na trase Rýn–Mohan–Čechy (Pavel Josef Šafařík)
- 1843 – Wossburg (Wóspork) v Horní Lužici (Leopold von Ledebur)
- 1881 – Úhošť/Purberk u Kadaně (August Sedláček, 1896 František Nerad, 1912 Václav Novotný, 1919 Lubor Niederle, 1937 Rudolf Käubler, 1949 Gerard Labuda)
- 1884 – Loket (Hermann Leopold Krause)
- 1890 – Voigtsdorf u Saydy (Ludwig Oelsner)
- 1893 – Wüstenburg u Aufseß u Bayreuthu (Ernst von und zu Aufseß)
- 1911 – Staffelberg u Staffelsteinu (Franz Frank, 1958 Rudolf Grünwald)
- 1932 – Vokov, německy Wogau (Anton Gnirs)
- 1951 – Vídeň (Karl Oettinger)
- 1979 – Augsburg (Pavel Beneš)
- 1979 – Bratislava (Matúš Kučera)
- 1979 – Rubín u Podbořan (Josef Bubeník, 1997 Dušan Třeštík)
- 1983 – Znojmo (Jaroslav Zástěra)
- 2006 – Ptačí vrch u Vranova nad Dyjí (Jaroslav Růžička)
- 2012 – Albing v Dolních Rakousích; v místě bývalého římského tábora na východním břehu Enže při ústí do Dunaje (Ján Steinhübel)

Poznámka: Někteří (jako A. E. Pernold) Wogastisburg (Vocastrum, Vogastrum, Vogaster, Vogastrense castrum) výslovně označili za Sámovo ústřední sídlo.